# パントラキコスFC
パントラキコスFC（Panthrakikos Football Club (ギリシア語: Α.Π.Σ. Πανθρακικός)）は、ギリシャのコモティニをホームタウンとするサッカークラブ。

## 歴史
1963年、AEコモティニとオルペウス・コモティニが合併し、パントラキコスが創設された。2007-08シーズンはフットボールリーグでパンセライコスFC、Thrasyvoulos FCに次ぐ3位に入り、スーパーリーグ初昇格を決めた。

## 歴代所属選手
- オカン・ユルマズ 2008
- フアン・ベラスコ 2008-2009
- フリアン・ロペス・デ・レルマ 2009
- サンハリブ・マルキ 2011
- ディミトリス・パパドプーロス 2012-2013
- マラマ・ヴァイリュア 2012-2013
- ダニエル・フェルナンデス 2014-2015

## 歴代監督
- イリエ・ドゥミトレスク 2009